# Nyírbátor
Nyírbátor je mesto na Madžarskem, ki upravno spada pod podregijo Nyírbátori Županije Szabolcs-Szatmár-Bereg.